# Saint-Denoual
Saint-Denoual är en kommun i departementet Côtes-d'Armor i regionen Bretagne i nordvästra Frankrike. Kommunen ligger i kantonen Matignon som tillhör arrondissementet Dinan. År 2022 hade Saint-Denoual 490 invånare.

## Befolkningsutveckling
Antalet invånare i kommunen Saint-Denoual
Referens:INSEE